# Vandeloniscellus bulgaricus
Vandeloniscellus bulgaricus är en kräftdjursart som först beskrevs av Albert Vandel 1967.  Vandeloniscellus bulgaricus ingår i släktet Vandeloniscellus och familjen Trichoniscidae. Inga underarter finns listade i Catalogue of Life.